# Silverback
Silverback — немецкая велосипедная торговая марка, принадлежащая компании Silverback Technologie GmBh.
Торговая марка основана в 2004 году Дионом Ретифом (Deon Retief), а в 2010 году им было основано общество с ограниченной ответственностью Silverback Technologie GmBh. Операционный центр расположен в Штутгарте, Германия.
Компанией выпускаются горные, шоссейные и дорожные велосипеды, а также женские и детские модели.

## История
Торговая марка Silverback основана в 2004 году южноафриканским предпринимателем Дионом Ретифом (Deon Retief), уже имевшим к этому времени 22-летний опыт работы в производстве велосипедов. В 2004—2010 годах бренд развивался в основном на рынках южного полушария — Австралии, Новой Зеландии, Южной Африки и Маврикия.
В 2008 году под влиянием возросшего спроса на велосипеды на европейском рынке Silverback постепенно становится глобальной компанией. В январе 2010 года Ретиф основал общество с ограниченной ответственностью Silverback Technologie GmBh. Операционный центр был организован в немецком Штутгарте.
По данным на конец 2014 года Silverback представлена в 54-х странах на 6-и континентах. 

## Технологии
Silverback стремится проектировать велосипеды на основе инновационных материалов и технологий. Исследовательский отдел компании ведёт разработки в области механики, кинематики и дизайна. Особое внимание уделяется работе велосипедных рам под большой нагрузкой. Для создания современного привлекательного дизайна используется собственная технология SGI (Superior Graphical Implementation).
Отдельным направлением является создание моделей велосипедов, предназначенных для комфортного использования в городских условиях. Разработанная компанией технология Starke City Dynamics позволяет повысить комфорт от езды на велосипеде для человека любого роста за счёт регулируемого выноса и подседельного штыря. Велосипеды, созданные по этой технологии, оснащаются разработанной Silverback лёгкой гидроформированной рамой из труб 99M из алюминиевого сплава с добавлением никеля. Для повышения простоты использования и надёжности применяется система с одной ведущей звездой. Одной из самых заметных инноваций является оснащение велосипеда USB-портом, позволяющим заряжать телефон, навигатор, или другое устройство прямо во время езды.
Продолжается разработка собственной системы подвески IDS (Intelligent Design System). Система использует 
двухсоставный нижний линк, позволяющий вместе с герметичными промышленными подшипниками большого диаметра увеличить показатели торсионной жёсткости и надёжности. Увеличить жёсткость без увеличения массы позволило новое расположение линка в районе каретки велосипеда.
Кроме рам из алюминиевого сплава Silverback производит и рамы из углеродного волокна, так называемые карбоновые рамы. Используется собственная технология Carbon Aero. Карбоновыми рамами оснащаются горные и шоссейные велосипеды.  

## Награды
В 2012 шоссейный велосипед Scalera стал обладателем премии Eurobike awards. В 2014 году эту же премию получил двухподвесный велосипед Sesta.

## Продукция
Компанией выпускаются горные, шоссейные и дорожные велосипеды, а также женские и детские модели. 
| Горные велосипеды: - фэтбайк Scoop Fatty Single Scoop — хардтейл, алюминиевая рама - фэтбайк Scoop Fatty Double Scoop — ригид, алюминиевая рама - Sesta — двухподвес, карбоновая рама - Sido — двухподвес, алюминиевая рама - Signo 2.0 — хардтейл, алюминиевая рама - Slade — хардтейл, алюминиевая рама - Slider — двухподвес, алюминиевая рама - Sola — хардтейл, алюминиевая рама - Spectra — хардтейл, алюминиевая рама - Sprada — двухподвес, алюминиевая рама - Storm — хардтейл, карбоновая рама - Stride — хардтейл, алюминиевая рама - Syncra — хардтейл, карбоновая рама Шоссейные велосипеды: - Scalera — ригид, карбоновая рама - Siablo — ригид, алюминиевая рама - Sirelli — ригид, карбоновая рама | - Space — ригид, карбоновая рама - Strela — ригид, алюминиевая рама Дорожные велосипеды: - Salice — ригид, алюминиевая рама - Scento — ригид, алюминиевая рама - Shuffle — хардтейл, алюминиевая рама - Starke — ригид, алюминиевая рама Женские велосипеды: - Shuffle — хардтейл, алюминиевая рама - Splash — хардтейл, алюминиевая рама Детские велосипеды: - Senza 16 — ригид, алюминиевая рама - Senza — хардтейл, алюминиевая рама - Spyke 16 — ригид, алюминиевая рама - Spyke — хардтейл, алюминиевая рама |